# Saint-Martin-de-Bernegoue
Saint-Martin-de-Bernegoue település Franciaországban, Deux-Sèvres megyében. Lakosainak száma 814 fő (2022. január 1.). Saint-Martin-de-Bernegoue Aiffres, Brûlain, Fors, Juscorps, Prahecq és Saint-Romans-des-Champs községekkel határos.

## Népesség
A település népessége az elmúlt években az alábbi módon változott:
| Lakosok száma | 797  | 779  | 796  | 782  | 789  | 795  | 802  | 799  | 814  |
|               | 2013 | 2015 | 2016 | 2017 | 2018 | 2019 | 2020 | 2021 | 2022 |